# Ona Planas
Ona Planas Oliver (Arenys de Munt, Barcelona, 23 de diciembre de 1962) es guionista, actriz, directora de cine y realizadora de publicidad española. Actualmente, combina sus trabajos de cine independiente con la programación cultural.

## Trayectoria profesional
Licenciada en la Facultad de Filosofía y Letras de la Universidad Autónoma de Barcelona, especialidad en Psicología. Ha trabajado en equipos de dirección de cineastas como  Ridley Scott (1492: La conquista del paraíso), Jim McBride (La tabla de Flandes) y George Lucas Las aventuras del joven Indiana Jones.
Desde principios de los años 90 escribe y dirige sus propios guiones para el cine, y desde 1998 combina el trabajo en cine con la realización publicitaria.
Interesada en el cine independiente en el año 2010 creó el grupo “Cine Urgente” para dinamizar, al margen de la industria y sistemas de subvención tradicionales, proyectos cinematográficos. 3 años de exhibición en las jornadas de cine urgente en las salas de cine Alexandra, de Barcelona. 
También es socia fundadora y productora junto a Maru Escalante de VivalaFilms creada en 2007 para la producción y realización de sus proyectos audiovisuales propios y el apadrinamiento de artistas. 
En 2017, inicia el atlas audiovisual transmedia Ojo x Ojo.

## Filmografía

### Directora, Guionista, Montadora
- 1991 El tren de la bruja. Guion y dirección. Cortometraje 35mm. (1990). Premio mejor cortometraje Bienal de Barcelona.
- 1993 Raquel. Guion y dirección.  Cortometraje 35mm. (1993). Selección Festival de Siena (Italia) 1997 mejores cortometrajes españoles de la década de los noventa.
- 1996 Narcís Comadira. Esculpint el temps.  Guion y dirección. Cortometraje Documental 35mm. Mirada sobre el poeta y escultor Narcís Comadira.  (1996). Premio mejor cortometraje en 9.º Festival de Cine de Girona.
- 1996 Com pedres rodant....  Guion y dirección. Mediometraje Super 16mm. para el ciclo NOVA FICCIÓ. Televisión
- 1997 Passion Fish. Guion y dirección Videoclip Super 8mm para el grupo Passion Fish de  Mobydisck Records
- 1998 Projecte home. Largometraje. Guion.
- 2001 El día del padre. La Herencia. Guion para el “Proyecto C” de largometraje junto a Lydia Zimmermann y Morrosko Vila-San-Juan
- 2007 Desde Madrid con amor. Pieza para el Especial Sant Jordi TV2
- 2007 Cabaret paradís / Laura en el paraíso. Largometraje. Coguionista junto al director Miguel Alcantud
- 2009 El viatge vertical / El viaje vertical. Largometraje para televisión (2008) Nominado para mejor película para televisión 2011 Premios Gaudí, Selección Oficial Festival de Cine de Las Palmas 2009 y Selección Oficial Festival de Islantilla.
- 2010 Mary Rose. Guion. Pieza de teatro para Microteatro por dinero (Madrid).
- 2010 Los paseantes. Guion y dirección. Mediometraje 20 min. para "Crónicas de urgencia" (varios directores)
- 2010 La mirada de las mil millas. Guion para largometraje.
- 2010 Lu on the beach. Guion y dirección. 15 min. Pieza Souvenir para Cine Urgente
- 2011 7 días sin voz.  Largometraje Ona Planas /Kike Barberà. Festival Docs. Barcelona 2012
- 2011 Xavier Le Roy a la Tàpies. Piezas audiovisuales sobre el proceso de trabajo del coreógrafo y bailarín Xavier Le Roy.
- 2012 Ferida arrel: Maria-Mercè Marçal  Película colectiva, Codirectora
- 2012 Vacances en pau. Documental
- 2012 5912. Pieza para cortometraje colectivo Existen. Guion de Ona Planas y Javier Pérez Andújar.
- 2013 Fabra & Coats, puntades sense fil. Mediometraje documental Museu d'Història de Barcelona. Ona Planas y Miquel Tàpies.
- 2014 Tres14. Realización de 13 programas de divulgación científica. TV2
- 2015 Ser o no ser famoso. Soy Cámara. El programa del CCCB. Guion y dirección de Ona Planas y Arturo Bastón.[3]
- 2015 Swimmers. Imagen del Festival de Cinema Independent de Barcelona, l'Alternativa.
- 2016 Principiantes. Mediometraje. Ensayo fílmico. Ona Planas y Kike Barberà.
- 2016 Ikarus. Videoclip para 18 Reminiscencias del silencio, de Anahit Simonian y Greg Cohen.
- 2016 To Guillame. Videoclip para 18 Reminiscencias del silencio, de Anahit Simonian y Greg Cohen.
- 2016 Ai, vida! Videoclip para Névoa. Festival de Cinema de Girona 2017
- 2016 Quan em mires així. Videoclip para Névoa.
- 2016 Realidad Conexa. 9 cápsulas visuales arte y ciencia. Para el Donostia International Physics Center (D.I.P.C.)
- 2016 The bridge. Imagen para el Festival de Cinema Independent de Barcelona, l'Alternativa.
- 2017 Ojo x Ojo. Inicio del atlas audiovisual trasmedia.
- 2017 Tour. Ensayo fílmico para atlas audiovisual Ojo x Ojo: Imagen y turismo.
- 2017 Cinemática. Ensayo fílmico para atlas audiovisual Ojo x Ojo: Imagen y movimiento / trayectos.
- 2017 The box. Imagen del Festival de Cinema Independent de Barcelona, l'Alternativa.
- 2017 Paul Valèry danza. Ensayo fílmico para atlas audiovisual Ojo x Ojo: Imagen y movimiento / coreografías.
- 2017 Estampas de Síria. Ensayo fílmico para atlas audiovisual Ojo x Ojo: Imagen y turismo. Festival Cinema Independent L'Alternativa Barcelona.
- 2017 Ingrávidos. Ensayo fílmico para atlas audiovisual Ojo x Ojo: Imagen y movimiento / coreografías.
- 2017 Caes porque yo escribo. Ensayo fílmico para atlas audiovisual Ojo x Ojo: Imagen y naturaleza / ecología.
- 2018 Looks. Imagen del Festival de Cinema Independent de Barcelona, l'Alternativa.
- 2019 Over the wall. Imagen del Festival de Cinema Independent de Barcelona, l'Alternativa.
- 2020 Portraits. Imagen del Festival de Cinema Independent de Barcelona, l'Alternativa.
- 2021 Life. Imagen visual del Festival de Cinema Independent de Barcelona, l'Alternativa.
- 2002 Keep dancing. Imagen del Festival de Cinema Independent de Barcelona, l'Alternativa.
- 2022 El árbol torcido. Videoclip para Sed de mal.
- 2022 Smokestack Linghtnin'. Videoclip para The Why nots.
- 2022 Hacia la tristeza, Videoclip para Sed de mal.
- 2024 I'm a Doggy, Spot para el Festival de Cinema Independent de Barcelona "L'Alternativa".

### Actriz
- 1988 El viento de la isla. Largometraje de Gerardo Gormezano[4]
- 1989 Es quan dormo que hi veig clar, largometraje de Jordi Cadena
- 1990 El puente de Varsovia, largometraje de Pere Portabella
- 1990 Asteroides Cortometraje de Marc Recha
- 1991 El cielo sube Largometraje de Marc Recha
- 1996 Por aquí no pasan autobuses Cortometraje de Kike Barbera Peregrina
- 1992 Origen Cortometraje de Teresa de Pelegrí
- 1992 Amor a distancia Cortometraje de Frank Planas
- 2007 Rumores Telefilme Óscar Aibar
- 2024 Centaures de la nit, (como Ona), Largometraje de Marc Recha